# Municipio de Flat Creek (condado de Pettis)
El municipio de Flat Creek (en inglés: Flat Creek Township) es un municipio ubicado en el condado de Pettis en el estado estadounidense de Misuri. En el año 2010 tenía una población de 1867 habitantes y una densidad poblacional de 14,03 personas por km².

## Geografía
El municipio de Flat Creek se encuentra ubicado en las coordenadas 38°36′20″N 93°13′36″O / 38.60556, -93.22667. Según la Oficina del Censo de los Estados Unidos, el municipio tiene una superficie total de 133.05 km², de la cual 131,61 km² corresponden a tierra firme y (1,08 %) 1,43 km² es agua.

## Demografía
Según el censo de 2010, había 1867 personas residiendo en el municipio de Flat Creek. La densidad de población era de 14,03 hab./km². De los 1867 habitantes, el municipio de Flat Creek estaba compuesto por el 96,79 % blancos, el 0,21 % eran afroamericanos, el 0,11 % eran amerindios, el 0,11 % eran asiáticos, el 1,23 % eran de otras razas y el 1,55 % eran de una mezcla de razas. Del total de la población el 3,43 % eran hispanos o latinos de cualquier raza.